# Никольское (Поляновское сельское поселение)
Никольское — деревня в Вяземском районе Смоленской области России. Входит в состав Поляновского сельского поселения. Население — 7 жителей (2007 год). 
Расположена в восточной части области в 15 км к юго-западу от Вязьмы, в 1,5 км севернее автодороги Р134 «Старая Смоленская дорога» Смоленск — Дорогобуж — Вязьма — Зубцов, на берегу реки Осьма. В 6 км северо-западнее деревни расположена железнодорожная станция Семлёво на линии Москва — Минск. 

## История
В годы Великой Отечественной войны деревня была оккупирована гитлеровскими войсками в октябре 1941 года, освобождена в марте 1943 года.